# Museo cantonale di zoologia (Losanna)
Il Museo Cantonale di Zoologia di Losanna è un ex museo, dal 1º gennaio 2023 un dipartimento del Naturéum, il museo svizzero dedicato alle scienze naturali, situato nel Canton Vaud con sede a Losanna. Il museo e aperto nel 1818. Il dipartimento da zoologia ospita una delle più ricche colazioni svizzere di reperti osteologici e in tassidermia di specie animali.